# Fomoria gambiana
Fomoria gambiana is een vlinder uit de familie van de dwergmineermotten (Nepticulidae). De soort is voor het eerst wetenschappelijk beschreven als Nepticula gambiana door Bert Gustafsson in een publicatie uit 1972.
De spanwijdte bedraagt 5 millimeter.
De soort komt voor in Gambia.